# Џон Пејн
Џон Брајант Пејн (енгл. John Bryant Paine; Бостон, 8. април 1870 — Вестон, 2. август 1951) је био амерички стрелац који је као представник САД учествовао на Олимпијским играма 1896. у Атини.
Пејн се пријавио у све три дисциплине у стрељашту које су биле на програму, а такмичио се само у једној — војнички пиштољ са 25 m. Заједно је са својим братом Самнером Пејном дисквалификован је у дисциплини пиштољ брза паљба јер није имао пиштољ прописаног калибра. Браћа су имала „Колт“ револвере који су много супериорнији у односу на пиштоље које су њихови противници користили у тој дисциплини. Џон је био убедљив у такмичењу и освојио је прво место са 442 круга, које је постигао са 25 хитаца у мету од могућих 30. Брат му је био други са 380 кругова и 23 хица у мету.
После ове победе Џон Пејн је одустао од такмичења у трећој дисциплини пиштољ слободног избора правдајући то својом жељом да не омета у такмичењу своје грчке домаћине.
Отац Џона и Самнера Пејна је Чарлс Џексон Пејн који је 1885, 1886. и 1887. освојио престижни Амерички куп у једрењу на води.
Џон Пејн је као поручник 1898. учествовао у Шпанско-америчком рату, а касније је био угледни инвестициони банкар.